# Conséquences environnementales de la pandémie de Covid-19
Pour un article plus général, voir Conséquences de la pandémie de Covid-19.

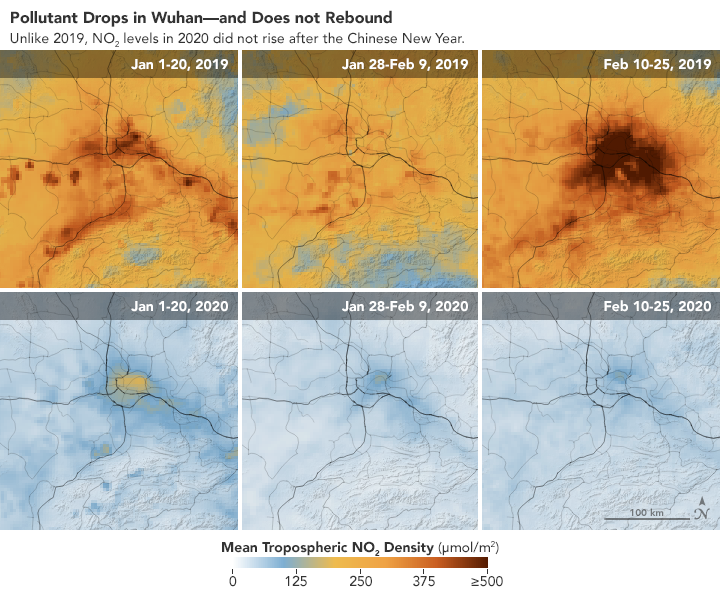
Des images du NASA Earth Observatory montrent une chute marquée de la pollution à Wuhan (Chine), lorsque l'on compare les niveaux de NO_{2} entre début 2019 (haut) et début 2020 (bas).

Les perturbations mondiales provoquées par la pandémie de Covid-19 ont eu de nombreux impacts sur l'environnement et le climat. La baisse marquée des déplacements a permis à de nombreuses régions d'enregistrer une chute de la pollution de l'air. En Chine, les confinements et autres mesures ont entraîné une réduction de 25 pour cent des émissions de carbone et une réduction de 50 pour cent des émissions d'oxydes d'azote, qu'un scientifique spécialiste du système Terre estime qu'elles ont pu sauver 77 000 vies en deux mois,. Cependant, l'épidémie a également perturbé les efforts de diplomatie environnementale, dont le report de la Conférence de Glasgow de 2020 sur les changements climatiques, et les retombées économiques pourraient ralentir l'investissement dans les technologies des énergies vertes. Il a également été montré la diminution globale des droits des peuples indigènes sur leurs terres ancestrales, alors que ceux-ci sont reconnus comme plus à même que les peuples non indigènes de préserver la biodiversité et l'écosystème dans les pays les plus boisés du monde.

## Conséquences immédiates

### Contexte
Jusqu'en 2020, l'augmentation de la quantité de gaz à effet de serre produits depuis le début de l'ère industrielle a provoqué une augmentation des températures moyennes à l'échelle mondiale, provoquant des effets comme la fonte des glaciers et l'élévation du niveau de la mer,.
Avant la pandémie de Covid-19, les mesures attendues en cas de pandémie comprenaient les quarantaines et la distanciation sociale.
Par ailleurs, également jusqu'à la pandémie de Covid-19, les chercheurs considéraient qu'une réduction de l'activité économique permettrait de réduire le réchauffement planétaire ainsi que la pollution de l'air et la pollution marine, permettant à l'environnement de lentement récupérer,.

### Événements notables
La diminution importante de l'activité humaine a des conséquences immédiates sur l'environnement ;
- les émissions de CO2 chutent de manière drastique[16] (-25% d'émissions en Chine en février 2020)[15] ;
- l’Agence spatiale européenne (ESA) a publié des images depuis le satellite Copernicus Sentinel-5P, où l’on observe la réduction des concentrations de dioxyde d’azote à Paris et à Madrid[17] ;
- au niveau de la biodiversité, il est observé la réapparition de la faune sauvage en ville (un puma à Santiago du Chili[18], des canards au centre de Paris[19]…) ou dans la mer (des dauphins en Sardaigne)[20] ;
- les eaux de Venise redeviennent claires[21].

Les vibrations de la terre redeviennent perceptibles.
En 2020, la pollution aux particules fines a diminué.
En France, pour réduire le nombre de tournées faites par les camions de tri, la plupart des 4 800 déchetteries publiques françaises sont fermées.
Dans le cadre du « Green Deal », dix-sept ministres européens (Autriche, Danemark, Finlande, Italie, Lettonie, Luxembourg, Pays-Bas, Portugal, Espagne, Suède, France, Allemagne, Grèce, Slovaquie, Irlande, Slovénie et Malte) signent un texte sur le site climatechangenews.com pour une relance environnementale économique post Covid-19. Cette « réponse européenne commune » a pour vocation de développer d'autant plus les investissements dans la mobilité durable, l’énergie renouvelable, la restauration des bâtiments, la recherche et l’innovation et enfin, l’économie circulaire. La Commission présentera un plan d’évaluation d'impact de ses objectifs pour 2030 d’ici septembre 2020. Elle annonce également réduire de 50 à 55 % les émissions de gaz à effet de serre en comparaison aux niveaux de l’année 1990.
Le Parlement grec adopte début mai une réforme controversée de la politique pétrolière, suscitant les protestations des associations environnementales qui accusent le gouvernement d’avoir profité du blocage des institutions causé par le coronavirus pour la faire adopter plus facilement.
Le gouvernement indien de Narendra Modi supprime des normes environnementales pour encourager la reprise de l'activité économique après la période de confinement. Présenté à la mi-mars 2020, « un nouveau Code environnemental permet aux industriels d’agir en toute impunité puisque l’approbation d’un projet se fera désormais a posteriori », souligne Ritwick Dutta, avocat environnemental. En mai, l’obligation de laver le charbon dans les centrales pour diminuer leurs émissions de CO2 est supprimée.

## Qualité de l'air

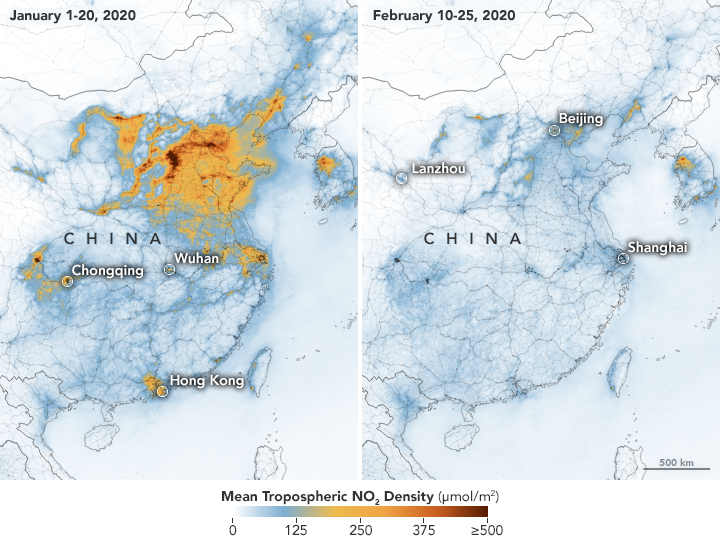
Des données TROPOMI montrent les niveaux de NO2 en Chine début 2020. Image du Earth Observatory.

En raison de l'impact de l'épidémie de coronavirus sur les transports et l'industrie, de nombreuses régions ont connu une chute de la pollution de l'air,. La réduction de la pollution de l'air peut à la fois réduire le changement climatique et les risques liés au Covid-19 bien que les types de pollution de l'air constituant des facteurs de risque réels en matière de changement climatique et vis-à-vis du Covid-19 ne soient pas encore déterminés avec certitude. Le Centre for Research on Energy and Clean Air a rapporté que les méthodes utilisées pour contenir la propagation du coronavirus, telles que les quarantaines et interdictions de voyager, ont entraîné une réduction de 25 pour cent des émissions de carbone en Chine,. Dans le premier mois de confinement, la Chine a produit environ 200 millions de tonnes métriques de dioxyde de carbone de moins que sur la même période en 2019, du fait de la réduction du trafic aérien, du raffinage du pétrole et de la consommation de charbon. Un scientifique spécialiste du système Terre estime que cette réduction a pu sauver au moins 77 000 vies. Toutefois, Sarah Ladislaw du Center for Strategic & International Studies a considéré que les réductions des émissions liées au ralentissement économqiue ne devraient pas être perçues comme bénéfiques, considérant que les efforts de la Chine pour retrouver son taux de croissance en pleines guerre commerciale et perturbations du marché de l'énergie aggraveront son impact environnemental. Entre le 1er janvier et le 11 mars 2020, l'Agence spatiale européenne a observé une chute marquée des émissions de protoxyde d'azote issues des véhicules, centrales électriques et usines de la région de la plaine du Pô dans le nord de l'Italie, coïncidant avec les confinements dans la région. 
La NASA et l'ESA ont observé la baisse significative du dioxyde d'azote lors de la phase initiale de la pandémie de Covid-19 en Chine. Le ralentissement économique lié au virus a drastiquement réduit les niveaux de pollution, en particulier dans des villes comme Wuhan, Chine, de 24 à 40 %,,. La NASA utilise un instrument de mesure de l'ozone (OMI) pour analyser et observer la couche d'ozone et les polluants comme le NO2, les aérosols et autres. Cet instrument a aidé la NASA à traiter et interpréter les données obtenues en raison des confinements à l'échelle mondiale. Selon les scientifiques de la NASA, la chute de la pollution au NO2 a commencé à Wuhan en Chine avant de s'étendre lentement au reste du monde. La chute s'est également avérée particulièrement drastique parce que le virus coïncidait avec la période des célébrations de l'année lunaire en Chine. Pendant ce festival, les usines et entreprises ont fermé pour la dernière semaine de janvier afin de célébrer le festival de l'année lunaire. La chute du NO2 en Chine n'a pas permis d'atteindre une qualité de l'air d'un niveau considéré comme acceptable par les autorités sanitaires. Les autres polluants de l'air, tels que les émissions d'aérosol, se sont maintenus.

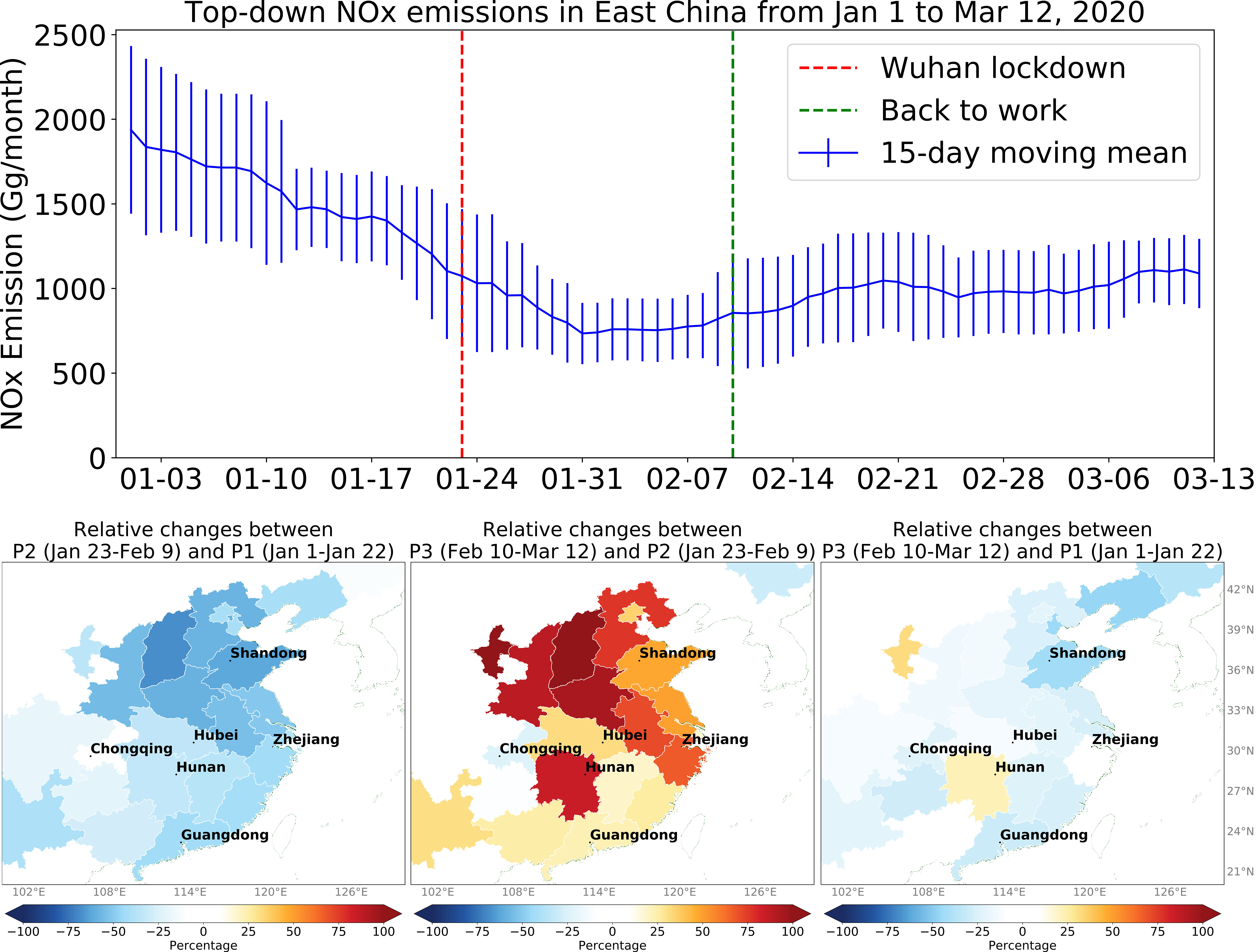
[https://www.mdpi.com/2073-4433/11/4/433 Changements dans les émissions de NOx dans l'est de la Chine

Une recherche conjointe réalisée par des scientifiques chinois et américains a estimé que les émissions d'oxydes d'azote (NOx=NO+NO2) ont baissé de 50 % dans l'est de la Chine entre le 23 janvier (confinement de Wuhan) et le 9 février 2020, comparé à la période du 1er au 22 janvier 2020. Les émissions ont ensuite augmenté de 26 % entre le 10 février (jour de la reprise du travail) et le 12 mars 2020, indiquant une possible augmentation des activités socio-économiques après que la majorité des provinces aient autorisé les commerces à ouvrir. Les mesures de contrôle du Covid-19 les plus efficaces pour contrôler la diffusion du virus avec un impact socio-économique moindre n'ont pas encore été étudiées.

## Climat, pluviométrie

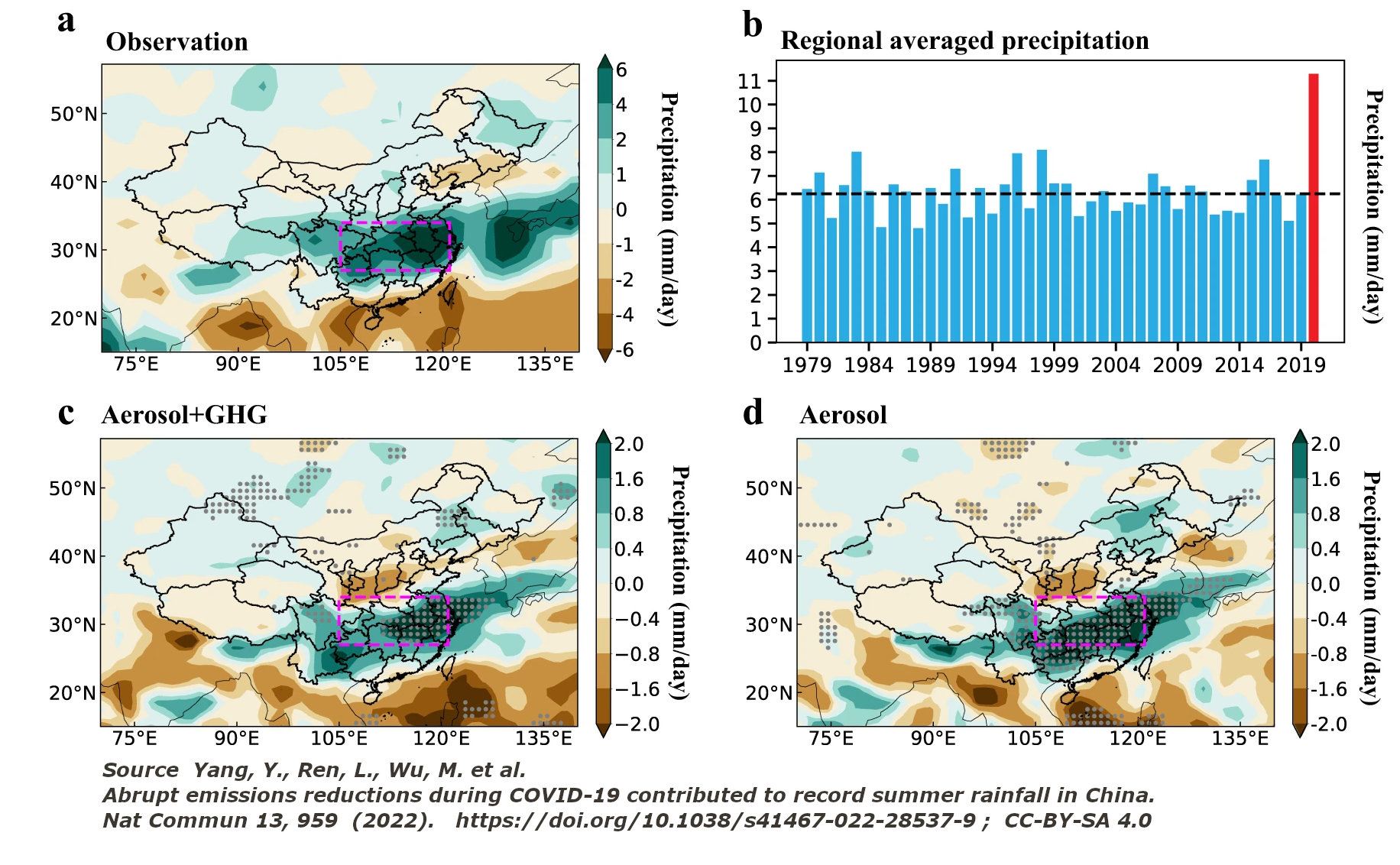
Les précipitations record observées en Chine en juin-juillet 2020, lors du confinement du à la Pandémie de Covid-19 en Chine sont en parties (pour 30% environ) liées aux réductions d'émissions de GES et de polluants particulaires permises par le confinement. Le delta du Yangtze a été le plus touché par l'accroissement pluviométrique (carte a).
a) Distribution spatiale des anomalies du taux moyen de précipitations observées de juin à juillet (JJ) (en mm/jour) sur la Chine en 2020 par rapport à la période historique de 1979 à 2019.
b) Série chronologique du taux de précipitation moyen JJ observé (mm/jour) dans l'est de la Chine, marqué par la boite rouge (27–34 ° N, 105–121 ° E) en a. La ligne pointillée noire marque le taux de précipitation moyen JJ pour 1979-2019, et la barre rouge correspond à 2020. Ces observations proviennent du Global Precipitation Climatology Project (GPCP).
Répartition spatiale des changements pluviométriques en juin-juillet (JJ), en mm/jour, pour les modélisations c avec les réductions forcées (par le contexte anti-COVID-19) des émissions d'aérosols et de taux de gaz à effet de serre (GES) (appelées Covid_All) et d avec des réductions d'émissions d'aérosols seules (appelées Covid_Aero), par rapport à une simulation sans réduction des émissions (dite référence).
Les différences entre Covid_All et la normale sont appelées "Aerosol + GHG" et les différences entre Covid_Aerosol et la normale sont appelées "Aerosol".
Les zones pointillées en c et d indiquent des différences statistiquement significatives (au niveau de confiance de 90 %, Cf. two-tailed Student’s t-test.

En 2020, la Chine orientale a enregistré son record historique de pluviométrie, battant le record précédent, daté de 1961,, et largement hors des fourchettes de variabilité naturelle. Des inondations estivales ont causé des centaines de morts et déplacé des millions de chinois. Cette anomalie a questionné les météorologues ; Le 18 février 2022, une étude internationale (principalement sino-américaine, publiée  dans le journal Nature) a conclu que cette anomalie climatique était - au moins pour un tiers - expliquée par certains effets de la pandémie, le reste étant probablement dû à d'autres phénomènes (vents inhabituellement chauds et fort événement dipolaire dans l'océan Indien ; retrait inhabituellement tardif du front Meiyu-Baiu, causé par le réchauffement accru de la mer d'Oman ; transition de phase sous-saisonnière de l'oscillation nord-atlantique).
Le confinement de 2020 a été associé à un quasi-arrêt du trafic aérien mondial, à un fort ralentissement du trafic maritime et à de nombreuses fermetures provisoires d'usines polluantes en Chine. Ceci s'est traduit par une chute spectaculaire de la pollution particulaire (aérosol atmosphérique|aérosols) et gazeuse, ainsi que par une disparition des nuages artificiels de type cirrus initiés par les trainées d'avion.

Or, il est su d'une part que les nano- et microparticules des aérosols jouent un rôle, différent selon leur taille et leur altitude, dans la nucléation des gouttes de pluie, et d'autre part que les nuages artificiels modifient le climat ; différemment selon la position du pays dans le système géoclimatique mondial. Ainsi, ils modifient les cycles hydrologiques et de la circulation atmosphérique, via des processus microphysiques et dynamiques de mieux en mieux compris,,,,.
Globalement, depuis des décennies, les gaz à effet de serre réchauffent de plus en plus le climat (ce qui accroit la capacité de l'atmosphère à absorber la vapeur d'eau au-dessus des mers). Mais d'autre part, la pollution particulaire de la haute atmosphère augmente  l'albédo planétaire (blanchiment artificiel du ciel), ce qui - inversement - tend à refroidir les basses couches de l'atmosphère. La hausse de la pollution particulaire au sol a des effets météorologiques différés encore mal compris, mais, déjà scientifiquement potentiellement reliée par des géophysiciens et météorologues à de moindres pluies dans l’est de la Chine au printemps,. 
En Chine au printemps 2020, la forte chute des émissions particulaires s'est traduite par un net réchauffement de l’air au-dessus des terres émergées. Les satellites ont mesuré en Chine dans la colonne troposphérique une brutale chute des émissions de gaz à effet de serre (-12 % de CO2), mais aussi de dioxyde d'azote (-48%) par rapport à la période pré-COVID,. Ceci a induit un refroidissement au-dessus de la mer". 
Ces deux effets géographiquement distants ne se sont pas annihilés l'un l'autre, aboutissant in fine à  augmenter l’instabilité météorologique, générant des vents marins qui accroissent la convection atmosphérique estivale sur l'est du pays, et entraînant une anomalie de pression positive au niveau de la mer sur le nord-ouest de l'océan Pacifique. Les transferts d'humidité marine vers l'est de la Chine ont été ainsi accrus d'environ 30%, les 70% restant étant expliqués par la conjonction d'autres phénomènes d'intensification des précipitations, dans une région, déjà naturellement pluvieuse au printemps.

Selon les auteurs, la modélisation du phénomène laisse penser que dans ce contexte géographique et économique, « la diminution des aérosols a un impact plus fort sur les précipitations que la diminution des gaz à effet de serre ».

## Qualité de l'eau
À Venise, l'eau des canaux s'est éclaircie, avec un courant plus fort et une meilleure visibilité des poissons. Le bureau du maire de Venise a indiqué que l'augmentation de la transparence de l'eau était due au dépôt des sédiments remués par le trafic de bateaux et a mentionné la baisse de la pollution de l'air aux abords des canaux.

## Faune sauvage
La demande de poisson et les prix du poisson ont baissé en raison de la pandémie,et les flottes de pêcheurs à travers le monde ont largement interrompu leurs activités. Rainer Froese a déclaré que la biomasse de poissons augmentera grâce à la chute de la pêche, et projeté que dans les eaux européennes, certains poissons comme les harengs pourraient doubler leur biomasse. Toutefois, en avril 2020, les signes de récupération de la vie aquatique demeuraient essentiellement anecdotiques.
Tandis que les personnes restent à domicile et voyagent moins, certains animaux ont été vus parcourant les villes. Des tortues de mer à travers le monde ont eu le courage de pondre sur des plages qu'elles désertaient habituellement (comme la côte de la baie du Bengale). C’est dû à la baisse de l'interférence humaine et de la pollution lumineuse.

## Milieux forestiers et terres des peuples indigènes
Un rapport intitulé Rolling Back Social and Environmental Safeguards in the Time of Covid-19, publié le 18 février 2021 par l'ONG Forest Peoples Programme (en), produit en collaboration avec les communautés touchées, a révélé que les gouvernements du Brésil, de la Colombie, de la RDC, de l'Indonésie et du Pérou donnaient la priorité à l'expansion de l'exploitation forestière, de l'agriculture industrielle et du secteur énergétique dans les territoires indigènes ou à proximité, en utilisant la relance économique liée à la pandémie de Covid-19 comme excuse pour des pratiques extractives, d’accaparement des terres et de négation des droits de l'homme.
De nouvelles mines, des projets d'infrastructure et des plantations agricoles dans ces pays sont à l'origine de l'accaparement des terres et de violences envers des populations indigènes, alors que les gouvernements cherchent à relancer les économies touchées par la pandémie.
Les lois nationales et internationales qui interdisent l'accaparement des terres n'étaient pas appliquées par l'État, ce qui a entraîné une augmentation de la déforestation en 2020, ont déclaré les chercheurs.
Les auteurs du rapport avertissent que les matières premières des nouveaux projets d'extraction risquent de se retrouver dans les chaînes d'approvisionnement mondiales et d'entrer sur les marchés occidentaux.
Ce rapport montre aussi que l'octroi de titres fonciers coutumiers aux populations autochtones est un outil essentiel dans la lutte contre le changement climatique. Une étude de l'Académie nationale des sciences du Pérou a révélé que l'octroi de titres légaux aux communautés autochtones de l'Amazonie péruvienne leur permettait de protéger leurs forêts de la déforestation et d'autres perturbations mieux qu'avant qu'elles ne disposent de titres fonciers. Les peuples indigènes sont plus à même que les propriétaires terriens non indigènes de préserver les écosystèmes et la biodiversité présents sur leurs terres, et ils sont plus à même de restaurer les terres endommagées.
Au Brésil, la modification des politiques de la FUNAI, le 22 avril 2020, ouvre 9,8 millions d'hectares (37 830 miles carrés) de terres à des activités économiques et à d'autres - des terres qui ne sont toujours pas reconnues comme indigènes, comme l'exige la Constitution brésilienne de 1988. Les critiques craignent que ces vastes changements d'utilisation des terres ne dévastent la vie de milliers d'autochtones et n'entraînent une déforestation importante qui poussera la forêt amazonienne vers un point de basculement irréversible du changement climatique, en convertissant une grande partie de celle-ci en savane dégradée et en libérant des quantités massives de gaz à effet de serre qui déstabilisent le climat

## Déchets

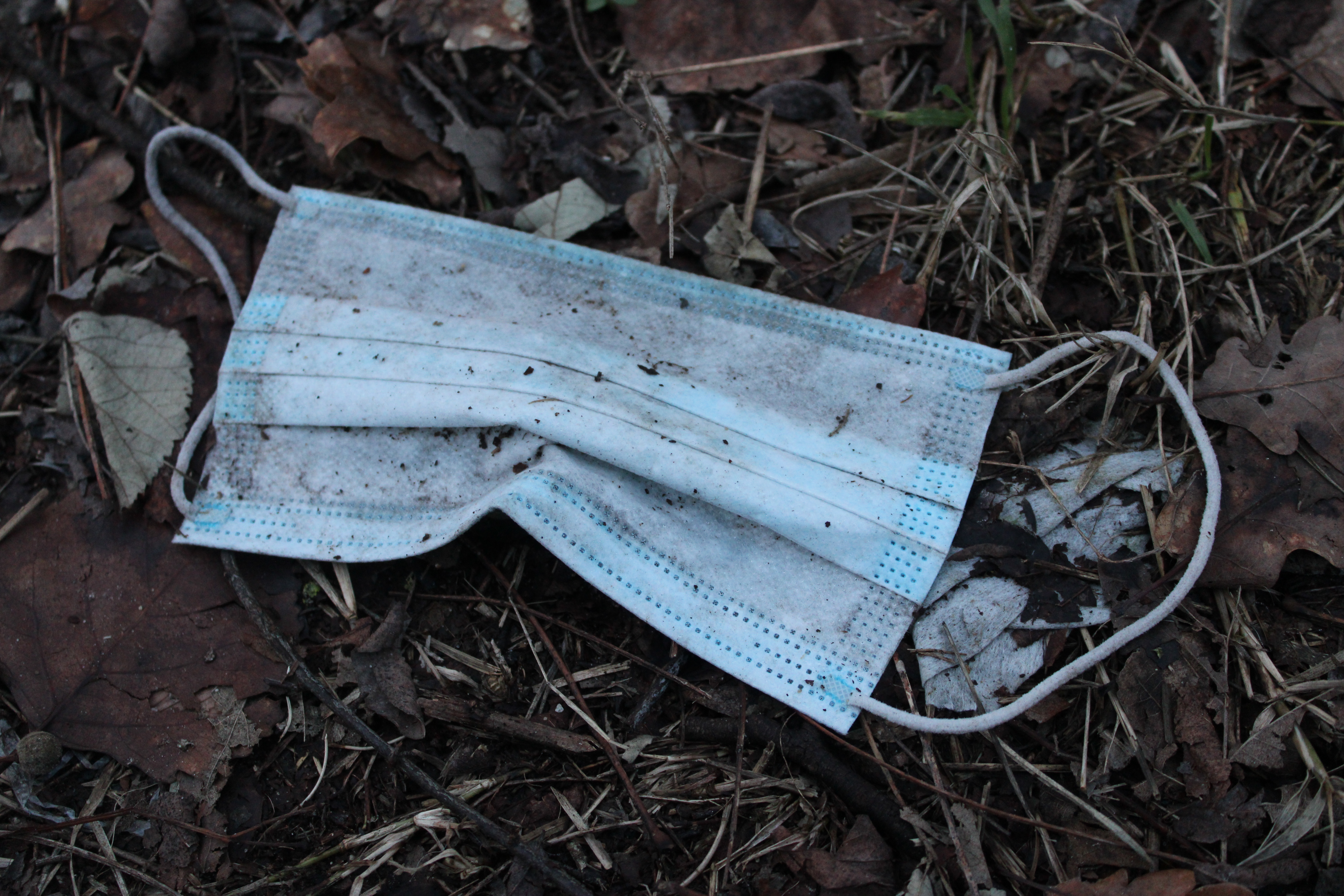
Masque chirurgical abandonné à la lisière de la forêt de Fontainebleau (une aire protégée), en 12 2020.

Les patients hospitalisés pour Covid-19 nécessitent des soins entrainant une augmentation des déchets de plusieurs types tels que des gants et des médicaments.
En raison de la consommation sans précédent de masques faciaux jetables, une quantité significative de ces derniers se retrouvent abandonnés dans la nature, ce qui accroît la quantité de déchets plastiques dans le monde.
De plus, le confinement à domicile a incité les gens à consommer davantage et par conséquent, à produire plus de déchets. Le confinement a aussi engendré un excès dans les achats en ligne et par conséquent une augmentation du volume des déchets liés aux emballages.
Face à cela, le recyclage des déchets a été considérablement réduit lors de la pandémie à Covid-19 afin de minimiser au maximum le contact entre individus et par conséquent la contamination. Prenons l’exemple des États-Unis, où le recyclage a diminué jusqu’à 46% dans certaines villes.

## Recherche et développement
Malgré un déclin temporaire des émissions mondiales de carbone, l'Agence internationale de l'énergie a averti que les troubles économiques provoqués par l'épidémie de coronavirus pourraient empêcher ou retarder les investissements des sociétés dans les énergies vertes,,. Cependant, les périodes de quarantaine prolongée ont favorisé l'adoption du télétravail,.
Le Centre européen pour les prévisions météorologiques à moyen terme (ECMWF) a annoncé que la réduction mondiale des vols liée à la pandémie pouvait affecter l'exactitude des prévisions météorologiques, en mentionnant que les compagnies commerciales contribuaient intégralement via l'Aircraft Meteorological Data Relay (AMDAR) à l'exactitude des prévisions météorologiques. L'ECMWF a prédit que la couverture du programme AMDAR diminuerait d'au moins 65 % en raison de la baisse des vols commerciaux.

## Politique
La pandémie a également affecté la diplomatie environnementale et la diplomatique climatique, la Conférence de Glasgow de 2020 sur les changements climatiques étant décalée en 2021 du fait de la pandémie après que le bâtiment devant la recevoir ait été converti en hôpital de campagne. Cette conférence était cruciale car les nations devaient ajouter des contributions déterminées au niveau national améliorées à l'Accord de Paris sur le climat avec des ambitions accrues. La pandémie limite également la capacité des nations, en particulier des nations en voie de développement dont les capacités de l'État sont faibles, à soumettre ces contributions déterminées au niveau national, alors qu'elles se concentrent sur la lutte contre la pandémie.
Le Time souligne trois risques possibles : que les préparatifs pour la Conférence de Glasgow de 2020 prévue par l'Accord de Paris de 2015 soient interrompus ; que le grand public perçoive le réchauffement climatique comme une moindre priorité par rapport à la pandémie, affaiblissant la pression sur les hommes politiques ; et que le souhait de « redémarrer » l'économie mondiale provoque une production excessive de gaz à effet de serre supplémentaires. Cependant, la chute des prix du pétrole pendant la récession du coronavirus pourrait représenter une bonne opportunité de se débarrasser des subventions aux combustibles fossiles selon le directeur exécutif de l'Agence internationale de l'énergie.
Carbon Tracker considère que la Chine ne doit pas stimuler son économie en construisant les centrales au charbon prévues, car nombre d'entre elles présenteraient un flux de trésorerie négatif et constitueraient des actifs bloqués.
En France, l'État décide d'aider Air France, le secteur aérien étant fortement affecté par la crise, par différentes mesures toutefois conditionnées à une amélioration des performances écologiques. Par ailleurs, dans une tribune au Monde, plus de quatre-vingt-dix patrons de grandes entreprises lancent un appel pour que la relance économique soit l'occasion de la transition écologique. Un appel similaire est lancé par soixante-dix ONG, associations et syndicats.

## Effet de rebond attendu
Une hypothèse proposée est que le redémarrage des industries émettrices de gaz à effet de serre et des transports après le confinement du Covid-19 constituerait un événement contribuant à l'augmentation de la production des gaz à effet de serre plutôt qu'à sa réduction,,. Dans le secteur des transports, la pandémie pourrait avoir un certain nombre d'effets, comprenant des changements de comportement (avec plus de télétravail et de téléconférences et des changements de modèles d'entreprise), ce qui pourrait a contrario permettre une réduction des émissions liées au transport. Les personnes pourraient cependant éviter les transports en commun, par peur de la contagion, et préférer la voiture, ce qui augmenterait significativement les émissions. Durant la pandémie, les urbanistes ont cependant créé de nouvelles pistes cyclables dans certaines villes. En France, des aides financières ont ainsi été mises en place pour encourager la population à adopter le vélo.
L'Organisation de coopération et de développement économiques (OCDE) recommande que les gouvernements poursuivent l'application des réglementations en matière de pollution de l'air pendant la crise du Covid-19 et après la crise, et financent des mesures de soutien financier aux transports en commun pour que ces derniers améliorent leurs capacités et leur qualité afin de contrôler les foules et de proposer des équipements plus propres.